# Abd-al-Màlik ibn Hudhayl
Abd-al-Màlik ibn Hudhayl (? - 18 de maig de 1103), membre de la família Banu Razín, fou el segon sobirà de la Taifa d'Albarrasí, des de l'any 1044 o 1045 fins a la seva mort.
Fill de Hudhayl ibn Khàlaf ibn Razín, el va succeir a la seva mort, amb el títol de Hussam-ad-Dawla (Sabre de la Dinastia) i més tard Jabr-ad-Dawla (Orgull de la Dinastia).
Les fonts el descriuen amb una personalitat totalment diferent de la de son pare, malgrat que les opinions del cronistes són contradictòries. D'una banda és tractat de neci i pervers, per alguns, i per l'altra de bon poeta, generós i amant de la llei. De qualsevol manera el moment històric que va viure no era gens semblant al de son pare, ja que en pocs anys l'actitud dels reis cristians del nord es va tornar molt més agressiva. La resposta d'Abd-al-Màlik va ser la de l'adulació temorosa en uns moments i l‘aliança amb els seus correligionaris en altres.
En 1085 Alfons VI de Castella pren l'Emirat de Tulàytula. Els reietons de diverses Taifes, entre ells Abd-al-Màlik, s'afanyaren a felicitar-lo i fer-li rics presents. Des d'aquest moment pagarà paria a Castella.
En 1089 el Cid travessà l'emirat camí de Balànsiya. Va acampar dins del territori d'Abd-al-Màlik, en Calamocha. Per a evitar els seus atacs, Abd-al-Màlik va haver d'acceptar el pagament de tributs quantiosos.
El novembre de 1092, Abu Issa Lubbun ibn Lubbun, visir de Yahya al-Qàdir, es va revoltar a Morvedre en desacord amb la seva política d'acords amb els cristians i cedeix la seva ciutat a Abd-al-Màlik a canvi d'una pensió i el dret de viure en Albarrasí. Abd-al-Màlik, per a no molestar el Cid el va prestar vasallatge immediatament. El Cid va poder avituallar les seves tropes en els pobles i castells d'Albarrasí mentre respectava els dominis d'Abd-al-Màlik.
De sobte, però, Abd-al-Màlik es va negar a pagar el tribut acordat al Cid, i en una data anterior a Agost de 1093 va demanar a Pere I d'Aragó ajuda per prendre Balànsiya, a canvi d'una gran quantitat de diners i alguna plaça. Pere s'ho va comunicar al Cid i aquest va emprendre una operació de càstig contra la taifa que va durar alguns mesos, en la que el Cid va resultar ferit en el coll. Abd-al-Màlik hagué de tornar a pagar vasallatge i és possible inclús que ajudés el Cid en la presa de Balànsiya, però després, en 1094, amb el Cid ja instal·lat en Balànsiya, Abd-al-Màlik es va aliar amb els Almoràvits, i amb ells va anar a socorre aquella ciutat. Va participar, durant la tardor del mateix any, en la batalla de Quart de Poblet que va ser una completa victòria del Cid.
En Juny de 1098, el Cid ocupà Morvedre, però morirà un any després.
Els Almoràvits van anar ocupant, una darrere altra, totes les taifes. En aquest context, mor Abd-al-Màlik el 18 de maig de 1103. El va succeir son fill Yahya ibn Abd-al-Màlik.